# Éclipse solaire du 30 mars 2033
Une éclipse solaire totale aura lieu le 30 mars 2033.

## Parcours

Carte animée de l'éclipse.

Cette éclipse totale commencera à l'extrême nord de l'océan Pacifique, décrira une boucle qui touchera en premier la côte ouest de l'Alaska, puis passera par le détroit de Béring que l'éclipse couvrira entièrement. Continuant vers le nord, l'éclipse quittera l'Alaska par la côte nord, elle aura son maximum pas loin de cette côte dans l'océan Arctique. Ensuite l'éclipse continuera sa boucle sur cet océan pour finir à environ 500 km du pôle Nord.